# Anisodes sabulosa
Anisodes sabulosa är en fjärilsart som beskrevs av W. Warren 1895. Anisodes sabulosa ingår i släktet Anisodes och familjen mätare. Inga underarter finns listade i Catalogue of Life.